# La Soufrière (film)
Pour les articles homonymes, voir Soufrière.
Pour plus de détails, voir Fiche technique et Distribution.
La Soufrière (La Soufrière - Warten auf eine unausweichliche Katastrophe) est un court métrage documentaire allemand réalisé par Werner Herzog, sorti en 1977.

## Synopsis
Durant l'été 1976, la ville de Basse-Terre est évacuée car le volcan de la Soufrière est sur le point d'entrer en éruption. Werner Herzog parcourt la ville déserte et décrit la situation.

## Fiche technique
- Titre original : La Soufrière - Warten auf eine unausweichliche Katastrophe
- Titre français : La Soufrière
- Réalisation :  Werner Herzog
- Pays d'origine : Allemagne
- Format : Couleurs - 35 mm - Mono
- Genre : court métrage, documentaire
- Durée : 30 minutes
- Dates de sortie :
  - Allemagne de l'Ouest : 1977
  - France : 3 décembre 2014